# Hadriani
Hadriani (en grec antic Ἁδσιάνοι) era una ciutat de Bitínia no llunyana de la riba oest del riu Ríndac.
Tal com es dedueix pel seu nom, la va construir l'emperador Hadrià, i per això no en parla Claudi Ptolemeu. Estava situada en un contrafort del Mont Olimp, al sud-est de Poemanenus. Hamilton la situa a unes ruïnes properes a Beyjik, entre Brusa i Pèrgam, però no se segur. L'any 117 hi va néixer el retòric Publi Eli Aristides. Al segle iv era seu d'un bisbe, segons el geògraf Hièrocles.